# Donato Acciaiuoli

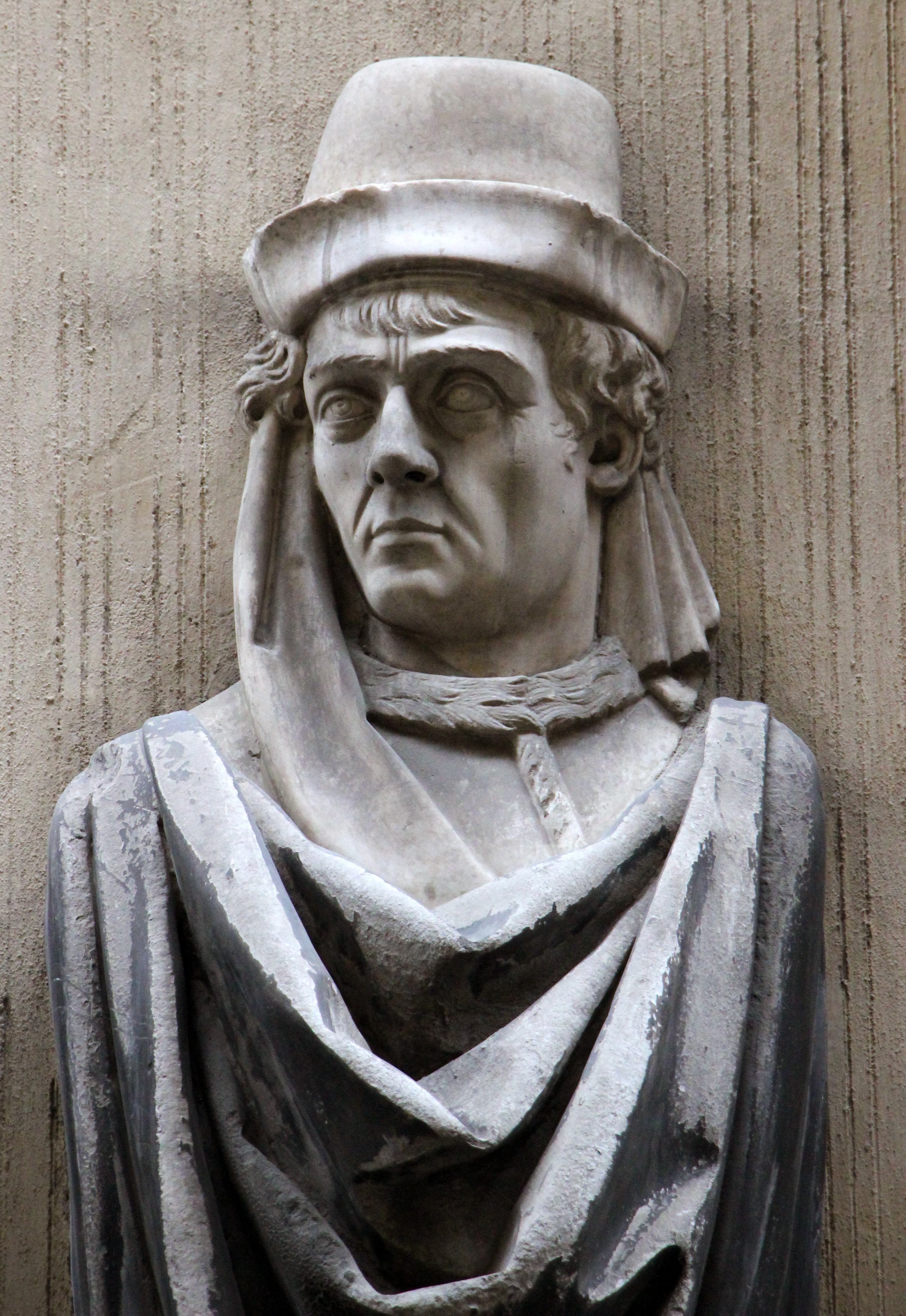
Pomnik Accaiuoliego w Palazzo dei Visacci

Donato Acciaiuoli, Acciaiolus (ur. 15 marca 1429 we Florencji, zm. 28 sierpnia 1478 w Mediolanie) – florentyński filozof i humanista renesansowy.
Urodził się we Florencji 15 marca 1429, jego matką była Lena di Palla Strozzi, ojcem był Neri di Donato. Acciaiuoli (Acciaioli) byli jedną z najmożniejszych rodzin Florencji, pochodziło z niej wielu biskupów i władców Księstwa Aten. Lena pochodziła z innego możnego rodu, rodu Strozzich, jej ojcem był Palla Strozzi. 
Wstępne wykształcenie zdobywał Donato we Florencji, częściowo w świeckich konfraterniach, częściowo w dominikańskim konwencie San Marco. Logiki nauczał go w konwencie San Marco Angelo Da Lecco. Później, od 1450, Acciaiuoli uczył się także greki. Do jego nauczycieli języka greckiego należeli wybitni humaniści włoscy, wpierw Francesco di Castiglione, następnie Carlo Marsuppini i bizantyjsko-włoski filozof Jan Argyropulos. Argyropulos wywarł szczególnie istotny wpływ na rozwój inteletualny Acciaiuoliego.
Acciaiuoli był uczonym i urzędnikiem państwowym. Jako urzędnik państwowy służył Medyceuszom, m.in. w wielu misjach dyplomatycznych. To właśnie w drodze z misją dyplomatyczną do Francji zmarł w Mediolanie.
Jako uczony brał czynny udział w pracach florenckiej Akademii Platońskiej. Opublikował wiele prac, w tym zwłaszcza komentarze do Etyki nikomachejskiej, Polityki, Fizyki i O duszy Arystotelesa. Komentarz do Etyki nikomachejskiej pozostaje bliski duchowi tomistycznej interpretacji Arystotelesa – nie było to zresztą odosobnione w środowiskach filozoficznych Italii, gdzie słabszy niż np. w środowiskach środkowoeuropejskich był nominalizm. Przetłumaczył na język włoski Historię Florencką Leonarda Bruniego. Tłumaczył także żywoty Scypiona i Hannibala pióra Plutarcha. 